# Sparks Fly
Sparks Fly debitantski je album američke kantautorice Mirande Cosgrove. Prvi singl s albuma, "Kissin' U", izašao je 23. ožujka 2010. Album je u prvom tjednu prodan u 36 000 primjeraka, što je bilo dovoljno da se plasira na 8. poziciji američke ljestvice albuma, Billboard 200.

## Singlovi
- Kissin' U je objavljena kao prvi singl s albuma. Objavljena je 23. ožujka preko iTunesa. Pjesmu se mogla čuti na Ryan Seacrestovoj emisiji. U SAD-u se pjesma plasirala na 54. poziciji. Također se plasirala na ljestvicama izvan SAD-a, kao u Njemačkoj, Austriji i Rusiji.

## Popis pjesama
| Br. | Skladba               | Trajanje |
| --- | --------------------- | -------- |
| 1.  | »Kissin' U«           | 3:19     |
| 2.  | »BAM«                 | 2:50     |
| 3.  | »Disgusting«          | 3:39     |
| 4.  | »Shakespeare«         | 3:41     |
| 5.  | »Hey You«             | 3:57     |
| 6.  | »There Will Be Tears« | 3:14     |
| 7.  | »Oh Oh«               | 2:54     |
| 8.  | »Daydream«            | 3:09     |

| 9.  | »Brand New You«            | 3:33 |
| 10. | »What Are You Waiting For« | 3:35 |
| 11. | »Adored«                   | 3:32 |
| 12. | »Beautiful Mess«           | 3:04 |

## Ljestvice
| Ljestvice (2010.)   | Najviša pozicija |
| ------------------- | ---------------- |
| Austrija            | 46               |
| Meksiko             | 84               |
| Njemačka            | 96               |
| SAD (Billboard 200) | 8                |
| Švicarska           | 36               |